# Ulla Strömstedt
Ulla Strömstedt, född 27 november 1939 i Stockholm, död 13 juni 1986 i Cannes, Frankrike, var en svensk-amerikansk-tysk skådespelare.
Efter studentexamen i Stockholm studerade hon språk och konst vid Sorbonne i Paris och bedrev teaterstudier i USA vid Actors Studio. Hon blev 1960 vald till Stockholms Mälardrottning. Hon medverkade i en film i Sverige, två filmer och ett flertal TV-serier i Hollywood, samt två TV-serier i Tyskland. Hon gifte sig 1961 i Los Angeles med Gilbert Cole. 

## Filmografi
- 1961 - Route 66 (Effigy in snow. TV-serie)
- 1961 - The Tab Hunter Show (Dream boy. TV-serie)
- 1963 - Den gula bilen
- 1965-1966 - Flipper (12 avsnitt. TV-serie)
- 1966- I spy (Rome, take away...three. TV-serie)
- 1966-1968 Hogans hjältar (Diamonds in a Rough, Sticky wicket Newkirk. TV-serie)
- 1967 - The Rat Patrol (Mask-a-raid. TV-serie)
- 1967 - Mr Terrific ( Try this on for Spies. TV-serie)
- 1967 - Tarzan's Jungle Rebellion (Tarzan och den blå gudinnan)
- 1967 - Catalina Caper
- 1981 - Achtung Zoll! (Apoll. TV-serie)
- 1985- Der Sonne entgegen (Liebe, Brot und Clownerie. TV-serie)